# Wolfgang Pilz (Raumfahrtingenieur)
Wolfgang Pilz (* 4. September 1911 in Hohenelbe im Riesengebirge, Bezirk Hohenelbe, Königreich Böhmen; † 1. April 1994 in Kranzlhofen, Kärnten) war ein deutscher Raketentechniker.

## Leben
Im Zweiten Weltkrieg diente er als Triebwerkspezialist in der Heeresversuchsanstalt Peenemünde. Von 1947 bis 1958 arbeitete Pilz in Frankreich in der Triebwerksabteilung des Laboratoire de recherches balistiques et aéro-dynamiques (LRBA), wo er entscheidend an Antrieb und Steuerung der Höhenforschungsrakete Véronique mitwirkte.
Anschließend arbeitete er im Stuttgarter Forschungsinstitut für Physik der Strahlantriebe bei Eugen Sänger.
1960 gründete Pilz mit dem Steuerungsexperten Paul Jens-Görcke die Firma INTRA (International Rakete), die in Ägypten Raketen entwickelte. Er gehörte damit zur zweiten Generation von deutschen Raketenexperten in Ägypten. Im Juli 1962 wurden die Raketen „El-Kahir“ („Der Eroberer“) und „Es-Safir“ („Der Sieger“) vom ägyptischen Militär der Öffentlichkeit vorgestellt, worauf sich die Affäre um deutsche Raketenexperten in Ägypten zuspitzte. Der israelische Geheimdienst Mossad verübte im November 1962 mehrere Briefbomben-Anschläge auf Pilz und seine Mitarbeiter, wobei fünf Ägypter getötet wurden und die deutsche Sekretärin von Pilz, Hannelore Wende, erblindete.
Aufgrund diplomatischen Drucks und weil sich Ägypten militärisch der Sowjetunion annäherte, kehrte Pilz 1965  wieder nach Deutschland zurück. Danach siedelte er in Kranzlhofen in Kärnten über, wo er zurückgezogen mit seiner erblindeten Ehefrau Hannelore bis zu seinem Tod 1994 lebte.